# Heinrich von Eberhardt
Friedrich Wilhelm Magnus Karl Heinrich von Eberhardt (* 6. Mai 1821 in Potsdam; † 10. April 1899 in Weimar) war ein preußischer Generalmajor und Kommandeur der 38. Infanterie-Brigade.

## Leben

### Herkunft
Heinrich war ein Sohn des preußischen Generalleutnants Wilhelm von Eberhardt (1791–1867) und dessen Ehefrau Henriette, geborene Plümicke (1792–1880).

### Militärkarriere
Eberhardt besuchte die Kadettenhäuser in Kulm und Berlin. Anschließend trat er am 12. August 1838 als Unteroffizier in das Garde-Reserve-Infanterie-Landwehr-Regiment der Preußischen Armee ein, avancierte bis Mitte Februar 1840 zum aggregierten Sekondeleutnant und wurde Ende September 1840 einrangiert. Von April bis September 1846 war er an die Gewehrfabrik in Potsdam sowie von Mitte Oktober 1848 bis Ende Dezember 1852 als Adjutant und Rechnungsführer des II. Bataillons im 3. Garde-Landwehr-Regiment kommandiert. Zwischenzeitlich wurde Eberhardt Ende Juni 1852 zum Premierleutnant befördert.
Am 1. August 1856 kam er als Kompanieführer beim II. Bataillon in das 1. Garde-Landwehr-Regiment und stieg Mitte Juni 1856 zum Hauptmann auf. Er wurde am 1. Juni 1858 zunächst Kompanieführer im I. Bataillon des 1. Garde-Landwehr-Regiments und am 11. Juni 1858 Kompaniechef im Garde-Füsilier-Regiment. Während der Mobilmachung anlässlich des Sardinischen Krieges war Eberhardt 1859 Kompanieführer beim mobilen II. Bataillon im 2. Garde-Landwehr-Regiment. Am 20. September 1863 erfolgte seine Beförderung zum Major und am 18. April 1865 die Ernennung zum Kommandeur des I. Bataillons im 3. Posenschen Infanterie-Regiment Nr. 58. In dieser Stellung nahm Eberhardt 1866 während des Krieges gegen Österreich an den Kämpfen  bei Nachod, Schweinschädel, Gradlitz und Königgrätz teil. In der Schlacht bei Skalitz war er durch einen Granatsplitter am Fuß verwundet worden.
Nach dem Krieg erhielt Eberhardt am 13. Dezember 1866 das Kommando über das Füsilier-Bataillon seines Regiments und wurde am 31. Dezember 1866 mit Patent vom 30. Oktober 1866 zum Oberstleutnant befördert. Unter Stellung à la suite seines Regiments erfolgte am 10. März 1870 seine Ernennung zum Kommandanten von Cosel.
Während der Mobilmachung anlässlich des Krieges gegen Frankreich avancierte Eberhardt am 26. Juli 1870 zum Oberst und erhielt das Kommando über das 1. Niederschlesische Infanterie-Regiment Nr. 46. Diesen Verband führte er bei Sedan, am Mont Valerien, vor Paris sowie bei Petit Bicetre. Im Gefecht bei Malmaison wurde er durch einen Granatsplitter am Hals verwundet.
Am 20. März 1871 wurde für das Friedensverhältnis zum Regimentskommandeur ernannt und am 13. April 1871 mit dem Eisernen Kreuz I. Klasse ausgezeichnet. Unter Stellung à la suite seines Regiments ernannte man Eberhardt am 14. Februar 1874 zum Kommandeur der 38. Infanterie-Brigade in Hannover und beförderte ihn am 2. Mai 1874 zum Generalmajor. Unter Verleihung des Roten Adlerordens II. Klasse mit Eichenlaub und Schwertern am Ringe wurde er am 18. Mai 1875 mit Pension zur Disposition gestellt.
Anlässlich des 25. Jahrestages der Schlacht bei Sedan verlieh Kaiser Wilhelm II. ihm am 1. September 1895 den Kronen-Orden II. Klasse mit Stern.

### Familie
Eberhardt heiratete am 7. August 1854 in Erfurt Klara Henriette von Reuß (1829–1911). Das Paar hatte mehrere Kinder:
- Magnus (1855–1939), preußischer General der Infanterie ⚭ Clara von Kalitsch (1853–1918)[1]
- Gaspard (1858–1928),[2][3] preußischer Generalleutnant,[4] Johanniterritter, ⚭ 1884 Gertrud Hecker (1864–1934), Tochter des Fabrikbesitzers Paul Hecker aus Straßfurt
- Klara (* 1860) ⚭ Eugen Marschall von Sulicki (1854–1925), Generalleutnant, Exz.[5]
- Walter (1862–1944), preußischer Generalleutnant

Die Enkeltöchter heirateten fast durchweg adelige Offiziere oder Landwirte. Die Enkelsöhne wählten oft die Militärlaufbahn, so auch der spätere Oberstleutnant a. D. Werner von Eberhardt (* 1899), der dann Rittergutsbesitzer auf Muggerkuhl b. Berge in der nordbrandenburgischen Prignitz war.

## Genealogie
- Gothaisches Genealogisches Taschenbuch der Adeligen Häuser. Alter Adel und Briefadel. 1920. Vierzehnter Jahrgang, Justus Perthes, Gotha 1919, S. 195 ff. Siehe: FamilySearch (Kostenfrei).
- Gothaisches Genealogisches Taschenbuch der Adeligen Häuser. Teil B (Briefadel). Zugleich Adelsmatrikel. 1932. Vierundzwanzigster Jahrgang, Justus Perthes, Gotha 1931, S. 112 f. Siehe: FamilySearch (Kostenfrei).
- Gothaisches Genealogisches Taschenbuch der Adeligen Häuser. Zugleich Adelsmatrikel der D.A.G. Teil B (Briefadel). 1941. Dreinddreißigster Jahrgang, Justus Perthes, Gotha 1940, S. 139 f. Siehe: FamilySearch (Kostenfrei).
- Walter von Hueck, Erik Amburger, Hans Friedrich von Ehrenkrook. Et. al.: Genealogisches Handbuch der Adeligen Häuser B (Briefadel). 1968. Band VIII, Band 41 der Gesamtreihe GHdA, Hrsg. Deutsches Adelsarchiv, C. A. Starke Verlag, Limburg (Lahn) 1968, S. 48 ff.